# UPIM
UPIM Srl („Unico Prezzo Italiano Milano“) ist eine italienische Kaufhauskette mit Sitz in Mailand.

## Geschichte
Das Unternehmen wurde im Jahr 1928 gegründet. UPIM besitzt 135 direkt betriebenen Warenhäuser sowie 200 Franchise-Läden. Der Umsatz betrug 2009 430 Millionen Euro. Im Dezember 2009 wurde bekannt gegeben, dass Coin UPIM übernimmt. Die Coin S.p.A. steigt damit, eigenen Angaben zufolge, zum größten Bekleidungshändler Italiens auf.

## Sponsoring
UPIM war 2007/08 Hauptsponsor des Basketballvereins Fortitudo Bologna.